# Opper-Lausitzs voetbalkampioenschap 1931/32 (Midden-Duitsland)
In 1931/32 werd het vijftiende Opper-Lausitzs voetbalkampioenschap gespeeld, dat georganiseerd werd door de Midden-Duitse voetbalbond. Budissa Bautzen werd kampioen en plaatste zich voor de Midden-Duitse eindronde. De club verloor met 1:17 van PSV 1921 Chemnitz.

## Gauliga
| Plaats | Club                          | Wed. | W  | G | V  | Saldo | Ptn.  |
| ------ | ----------------------------- | ---- | -- | - | -- | ----- | ----- |
| 1.     | SV 1904 Budissa Bautzen       | 18   | 13 | 3 | 2  | 51:29 | 29:7  |
| 2.     | SC 1911 Großröhrsdorf         | 18   | 11 | 5 | 2  | 47:23 | 27:9  |
| 3.     | Zittauer BC                   | 18   | 10 | 4 | 4  | 70:45 | 24:12 |
| 4.     | Bischofswerdaer SV 08         | 18   | 9  | 4 | 5  | 59:46 | 22:14 |
| 5.     | BC Sportlust Zittau           | 18   | 7  | 2 | 9  | 37:35 | 16:20 |
| 6.     | SpVgg 1908 Bautzen            | 18   | 6  | 4 | 8  | 50:60 | 16:20 |
| 7.     | BV 1919 Sportlust Neugersdorf | 18   | 5  | 5 | 8  | 44:50 | 15:21 |
| 8.     | BC Reichenau                  | 18   | 5  | 2 | 11 | 35:54 | 12:24 |
| 9.     | SpVgg Ebersbach               | 18   | 4  | 2 | 12 | 37:63 | 10:26 |
| 10.    | VfB Kamenz                    | 18   | 4  | 1 | 13 | 30:55 | 9:27  |

|  | Kampioen, geplaatst voor Midden-Duitse eindronde |
|  | Degradatie                                       |